# 奈迈什帕特罗
奈迈什帕特罗，是匈牙利佐洛州所辖的一个村，总面积12.25平方公里，总人口323，人口密度26.4人/平方公里（2010年1月1日）。